# Berberis benoistiana
Berberis benoistiana är en berberisväxtart som beskrevs av Macbride. Berberis benoistiana ingår i släktet berberisar, och familjen berberisväxter. Inga underarter finns listade i Catalogue of Life.